# Wereldkampioenschappen zwemmen 2013
De wereldkampioenschappen zwemmen 2013 werden van 19 juli tot en met 4 augustus 2013 gehouden in Barcelona, Spanje. Het toernooi was integraal onderdeel van de wereldkampioenschappen zwemsporten 2013.

## Kwalificatie
Net als in 2011 had de FINA kwalificatietijden opgesteld voor deelname aan de wereldkampioenschappen. Een land mocht twee deelnemers per afstand afvaardigen wanneer beiden voldaan hadden aan de A-limiet en één deelnemer wanneer die minstens had voldaan aan de B-limiet. Landen waarvan geen enkele zwemmer of zwemster aan de limieten had voldaan mochten per sekse twee deelnemers inschrijven. Een land kon per estafette maximaal één estafetteploeg inschrijven. Limieten moesten worden gezwommen in de periode 1 juli 2012 tot en met 1 juli 2013.
| Discipline       | Mannen   | Mannen   | Vrouwen  | Vrouwen  |
| Discipline       | A-limiet | B-limiet | A-limiet | B-limiet |
| ---------------- | -------- | -------- | -------- | -------- |
| 50m vrije slag   | 22,33    | 23,11    | 25,34    | 26,29    |
| 100m vrije slag  | 48,93    | 50,64    | 54,86    | 56,78    |
| 200m vrije slag  | 1.48,42  | 1.52,21  | 1.58,74  | 2.02,90  |
| 400m vrije slag  | 3.49,55  | 3.57,58  | 4.09,81  | 4.18,55  |
| 800m vrije slag  | 7.59,06  | 8.15,83  | 8.34,33  | 8.52,33  |
| 1500m vrije slag | 15.14,38 | 15.46,38 | 16.26,36 | 17.00,88 |
| 50m rugslag      | 25,43    | 26,32    | 28,84    | 29,85    |
| 100m rugslag     | 54,43    | 56,34    | 1.01,39  | 1.03,54  |
| 200m rugslag     | 1.58,48  | 2.02,63  | 2.11,09  | 2.15,68  |
| 50m schoolslag   | 28,00    | 28,98    | 32,00    | 33,12    |
| 100m schoolslag  | 1.00,86  | 1.02,99  | 1.08,63  | 1.11,03  |
| 200m schoolslag  | 2.12,78  | 2.17,43  | 2.27,88  | 2.33,06  |
| 50m vlinderslag  | 23,96    | 24,80    | 26,83    | 27,77    |
| 100m vlinderslag | 52,57    | 54,41    | 58,89    | 1.00,95  |
| 200m vlinderslag | 1.57,03  | 2.01,13  | 2.09,38  | 2.13,91  |
| 200m wisselslag  | 1.59,99  | 2.04,19  | 2.14,97  | 2.19,69  |
| 400m wisselslag  | 4.18,99  | 4.28,05  | 4.44,53  | 4.54,49  |

## Programma
| S | Series | HF | Halve finales | Goud | Finale |

| Ochtendsessie | 10:00 (MEZT) | Avondsessie | 18:00 (MEZT) |

Mannen
| Onderdeel         | Juli/Augustus | Juli/Augustus | Juli/Augustus | Juli/Augustus | Juli/Augustus | Juli/Augustus | Juli/Augustus | Juli/Augustus | Juli/Augustus | Juli/Augustus | Juli/Augustus | Juli/Augustus | Juli/Augustus | Juli/Augustus | Juli/Augustus | Juli/Augustus |
| Onderdeel         | 28            | 28            | 29            | 29            | 30            | 30            | 31            | 31            | 1             | 1             | 2             | 2             | 3             | 3             | 4             | 4             |
| ----------------- | ------------- | ------------- | ------------- | ------------- | ------------- | ------------- | ------------- | ------------- | ------------- | ------------- | ------------- | ------------- | ------------- | ------------- | ------------- | ------------- |
| 50m vrije slag    |               |               |               |               |               |               |               |               |               |               | S             | HF            |               | Goud          |               |               |
| 100m vrije slag   |               |               |               |               |               |               | S             | HF            |               | Goud          |               |               |               |               |               |               |
| 200m vrije slag   |               |               | S             | HF            |               | Goud          |               |               |               |               |               |               |               |               |               |               |
| 400m vrije slag   | S             | Goud          |               |               |               |               |               |               |               |               |               |               |               |               |               |               |
| 800m vrije slag   |               |               |               |               | S             |               |               | Goud          |               |               |               |               |               |               |               |               |
| 1500m vrije slag  |               |               |               |               |               |               |               |               |               |               |               |               | S             |               |               | Goud          |
| 50m rugslag       |               |               |               |               |               |               |               |               |               |               |               |               | S             | HF            |               | Goud          |
| 100m rugslag      |               |               | S             | HF            |               | Goud          |               |               |               |               |               |               |               |               |               |               |
| 200m rugslag      |               |               |               |               |               |               |               |               | S             | HF            |               | Goud          |               |               |               |               |
| 50m schoolslag    |               |               |               |               | S             | HF            |               | Goud          |               |               |               |               |               |               |               |               |
| 100m schoolslag   | S             | HF            |               | Goud          |               |               |               |               |               |               |               |               |               |               |               |               |
| 200m schoolslag   |               |               |               |               |               |               |               |               | S             | HF            |               | Goud          |               |               |               |               |
| 50m vlinderslag   | S             | HF            |               | Goud          |               |               |               |               |               |               |               |               |               |               |               |               |
| 100m vlinderslag  |               |               |               |               |               |               |               |               |               |               | S             | HF            |               | Goud          |               |               |
| 200m vlinderslag  |               |               |               |               | S             | HF            |               | Goud          |               |               |               |               |               |               |               |               |
| 200m wisselslag   |               |               |               |               |               |               | S             | HF            |               | Goud          |               |               |               |               |               |               |
| 400m wisselslag   |               |               |               |               |               |               |               |               |               |               |               |               |               |               | S             | Goud          |
| 4x100m vrije slag | S             | Goud          |               |               |               |               |               |               |               |               |               |               |               |               |               |               |
| 4x200m vrije slag |               |               |               |               |               |               |               |               |               |               | S             | Goud          |               |               |               |               |
| 4x100m wisselslag |               |               |               |               |               |               |               |               |               |               |               |               |               |               | S             | Goud          |
| Totaal            | 2             | 2             | 2             | 2             | 2             | 2             | 3             | 3             | 2             | 2             | 3             | 3             | 2             | 2             | 4             | 4             |

Vrouwen
| Onderdeel         | Juli/Augustus | Juli/Augustus | Juli/Augustus | Juli/Augustus | Juli/Augustus | Juli/Augustus | Juli/Augustus | Juli/Augustus | Juli/Augustus | Juli/Augustus | Juli/Augustus | Juli/Augustus | Juli/Augustus | Juli/Augustus | Juli/Augustus | Juli/Augustus |
| Onderdeel         | 28            | 28            | 29            | 29            | 30            | 30            | 31            | 31            | 1             | 1             | 2             | 2             | 3             | 3             | 4             | 4             |
| ----------------- | ------------- | ------------- | ------------- | ------------- | ------------- | ------------- | ------------- | ------------- | ------------- | ------------- | ------------- | ------------- | ------------- | ------------- | ------------- | ------------- |
| 50m vrije slag    |               |               |               |               |               |               |               |               |               |               |               |               | S             | HF            |               | Goud          |
| 100m vrije slag   |               |               |               |               |               |               |               |               | S             | HF            |               | Goud          |               |               |               |               |
| 200m vrije slag   |               |               |               |               | S             | HF            |               | Goud          |               |               |               |               |               |               |               |               |
| 400m vrije slag   | S             | Goud          |               |               |               |               |               |               |               |               |               |               |               |               |               |               |
| 800m vrije slag   |               |               |               |               |               |               |               |               |               |               | S             |               |               | Goud          |               |               |
| 1500m vrije slag  |               |               | S             |               |               | Goud          |               |               |               |               |               |               |               |               |               |               |
| 50m rugslag       |               |               |               |               |               |               | S             | HF            |               | Goud          |               |               |               |               |               |               |
| 100m rugslag      |               |               | S             | HF            |               | Goud          |               |               |               |               |               |               |               |               |               |               |
| 200m rugslag      |               |               |               |               |               |               |               |               |               |               | S             | HF            |               | Goud          |               |               |
| 50m schoolslag    |               |               |               |               |               |               |               |               |               |               |               |               | S             | HF            |               | Goud          |
| 100m schoolslag   |               |               | S             | HF            |               | Goud          |               |               |               |               |               |               |               |               |               |               |
| 200m schoolslag   |               |               |               |               |               |               |               |               | S             | HF            |               | Goud          |               |               |               |               |
| 50m vlinderslag   |               |               |               |               |               |               |               |               |               |               | S             | HF            |               | Goud          |               |               |
| 100m vlinderslag  | S             | HF            |               | Goud          |               |               |               |               |               |               |               |               |               |               |               |               |
| 200m vlinderslag  |               |               |               |               |               |               | S             | HF            |               | Goud          |               |               |               |               |               |               |
| 200m wisselslag   | S             | HF            |               | Goud          |               |               |               |               |               |               |               |               |               |               |               |               |
| 400m wisselslag   |               |               |               |               |               |               |               |               |               |               |               |               |               |               | S             | Goud          |
| 4x100m vrije slag | S             | Goud          |               |               |               |               |               |               |               |               |               |               |               |               |               |               |
| 4x200m vrije slag |               |               |               |               |               |               |               |               | S             | Goud          |               |               |               |               |               |               |
| 4x100m wisselslag |               |               |               |               |               |               |               |               |               |               |               |               |               |               | S             | Goud          |
| Totaal            | 2             | 2             | 2             | 2             | 3             | 3             | 1             | 1             | 3             | 3             | 2             | 2             | 3             | 3             | 4             | 4             |

## Medailles
Legenda
- WR = Wereldrecord
- CR = Kampioenschapsrecord

### Mannen
| Onderdeel            | Goud | Goud       | Zilver                                                                                                  | Zilver   | Brons | Brons           |
| -------------------- | --- | ---------- | --- | -------- | --- | --------------- |
| Vrije slag           | |            | |          | |                 |
| 50 m                 | César Cielo Brazilië                                                                                                | 21,32      | Vladimir Morozov Rusland                                                                                | 21,47    | George Bovell Trinidad en Tobago                                                                                | 21,51           |
| 100 m                | James Magnussen Australië                                                                                           | 47,71      | Jimmy Feigen Verenigde Staten                                                                           | 47,82    | Nathan Adrian Verenigde Staten                                                                                  | 47,84           |
| 200 m                | Yannick Agnel Frankrijk                                                                                             | 1.44,20    | Conor Dwyer Verenigde Staten                                                                            | 1.45,32  | Danila Izotov Rusland                                                                                           | 1.45,59         |
| 400 m                | Sun Yang China | 3.41,59    | Kosuke Hagino Japan                                                                                     | 3.44,82  | Connor Jaeger Verenigde Staten                                                                                  | 3.44,85         |
| 800 m                | Sun Yang China | 7.41,36    | Michael McBroom Verenigde Staten                                                                        | 7.43,60  | Ryan Cochrane Canada                                                                                            | 7.43,70         |
| 1500 m               | Sun Yang China | 14.41,15   | Ryan Cochrane Canada                                                                                    | 14.42,48 | Gregorio Paltrinieri Italië                                                                                     | 14.45,37        |
| Rugslag              | |            | |          | |                 |
| 50 m                 | Camille Lacourt Frankrijk                                                                                           | 24,42      | Jérémy Stravius Frankrijk                                                                               | 24,54    | Niet uitgereikt                                                                                                 | Niet uitgereikt |
| 50 m                 | Camille Lacourt Frankrijk                                                                                           | 24,42      | Matt Grevers Verenigde Staten                                                                           | 24,54    | Niet uitgereikt                                                                                                 | Niet uitgereikt |
| 100 m                | Matt Grevers Verenigde Staten                                                                                       | 52,93      | David Plummer Verenigde Staten                                                                          | 53,12    | Jérémy Stravius Frankrijk                                                                                       | 53,21           |
| 200 m                | Ryan Lochte Verenigde Staten                                                                                        | 1.53,79    | Radosław Kawęcki Polen                                                                                  | 1.54,24  | Tyler Clary Verenigde Staten                                                                                    | 1.54,64         |
| Schoolslag           | |            | |          | |                 |
| 50 m                 | Cameron van der Burgh Zuid-Afrika                                                                                   | 26,77      | Christian Sprenger Australië                                                                            | 26,78    | Giulio Zorzi Zuid-Afrika                                                                                        | 27,04           |
| 100 m                | Christian Sprenger Australië                                                                                        | 58,79      | Cameron van der Burgh Zuid-Afrika                                                                       | 58,97    | Felipe Lima Brazilië                                                                                            | 59,65           |
| 200 m                | Dániel Gyurta Hongarije                                                                                             | 2.07,23 CR | Marco Koch Duitsland                                                                                    | 2.08,54  | Matti Mattsson Finland                                                                                          | 2.08,95         |
| Vlinderslag          | |            | |          | |                 |
| 50 m                 | César Cielo Brazilië                                                                                                | 23,01      | Eugene Godsoe Verenigde Staten                                                                          | 23,05    | Frédérick Bousquet Frankrijk                                                                                    | 23,11           |
| 100 m                | Chad le Clos Zuid-Afrika                                                                                            | 51,06      | László Cseh Hongarije                                                                                   | 51,45    | Konrad Czerniak Polen                                                                                           | 51,46           |
| 200 m                | Chad le Clos Zuid-Afrika                                                                                            | 1.54,32    | Paweł Korzeniowski Polen                                                                                | 1.55,01  | Wu Peng China                                                                                                   | 1.55,09         |
| Wisselslag           | |            | |          | |                 |
| 200 m                | Ryan Lochte Verenigde Staten                                                                                        | 1.54,98    | Kosuke Hagino Japan                                                                                     | 1.56.29  | Thiago Pereira Brazilië                                                                                         | 1.56,30         |
| 400 m                | Daiya Seto Japan | 4.08,69    | Chase Kalisz Verenigde Staten                                                                           | 4.09,22  | Thiago Pereira Brazilië                                                                                         | 4.09,48         |
| Vrije slag estafette | |            | |          | |                 |
| 4x100 m              | Frankrijk Yannick Agnel Florent Manaudou Fabien Gilot Jérémy Stravius Amaury Leveaux Grégory Mallet William Meynard | 3.11,18    | Verenigde Staten Nathan Adrian Ryan Lochte Anthony Ervin Jimmy Feigen Ricky Berens Conor Dwyer          | 3.11,42  | Rusland Andrej Gretsjin Nikita Lobintsev Vladimir Morozov Danila Izotov Jevgeni Lagoenov Aleksandr Soechoroekov | 3.11,44         |
| 4x200 m              | Verenigde Staten Conor Dwyer Ryan Lochte Charlie Houchin Ricky Berens Matt McLean Michael Klueh                     | 7.01,72    | Rusland Danila Izotov Nikita Lobintsev Artem Loboezov Aleksandr Soechoroekov                            | 7.03,92  | China Wang Shun Hao Yun Li Yunqi Sun Yang Lu Zhiwu                                                              | 7.04,74         |
| Wisselslagestafette  | |            | |          | |                 |
| 4x100 m              | Frankrijk Camille Lacourt Giacomo Perez-Dortona Jérémy Stravius Fabien Gilot                                        | 3.31,51    | Australië Ashley Delaney Christian Sprenger Tommaso D'Orsogna James Magnussen Kenneth To Cameron McEvoy | 3.31,64  | Japan Ryosuke Irie Kosuke Kitajima Takuro Fujii Shinri Shioura                                                  | 3.32,26         |

### Vrouwen
| Onderdeel            | Goud | Goud        | Zilver                                                                                           | Zilver   | Brons                                                                                     | Brons    |
| -------------------- | --- | ----------- | ------------------------------------------------------------------------------------------------ | -------- | ----------------------------------------------------------------------------------------- | -------- |
| Vrije slag           | |             |                                                                                                  |          |                                                                                           |          |
| 50 m                 | Ranomi Kromowidjojo Nederland | 24,05       | Cate Campbell Australië                                                                          | 24,14    | Francesca Halsall Verenigd Koninkrijk                                                     | 24,30    |
| 100 m                | Cate Campbell Australië | 52,34       | Sarah Sjöström Zweden                                                                            | 52,89    | Ranomi Kromowidjojo Nederland                                                             | 53,42    |
| 200 m                | Missy Franklin Verenigde Staten | 1.54,81     | Federica Pellegrini Italië                                                                       | 1.55,14  | Camille Muffat Frankrijk                                                                  | 1.55,72  |
| 400 m                | Katie Ledecky Verenigde Staten | 3.59,82     | Melanie Costa Spanje                                                                             | 4.02,47  | Lauren Boyle Nieuw-Zeeland                                                                | 4.03,89  |
| 800 m                | Katie Ledecky Verenigde Staten | 8.13,86 WR  | Lotte Friis Denemarken                                                                           | 8.16,32  | Lauren Boyle Nieuw-Zeeland                                                                | 8.18,58  |
| 1500 m               | Katie Ledecky Verenigde Staten | 15.36,53 WR | Lotte Friis Denemarken                                                                           | 15.38,88 | Lauren Boyle Nieuw-Zeeland                                                                | 15.44,71 |
| Rugslag              | |             |                                                                                                  |          |                                                                                           |          |
| 50 m                 | Zhao Jing China | 27.29       | Fu Yuanhui China                                                                                 | 27.39    | Aya Terakawa Japan                                                                        | 27.53    |
| 100 m                | Missy Franklin Verenigde Staten | 58,42       | Emily Seebohm Australië                                                                          | 59,06    | Aya Terakawa Japan                                                                        | 59,23    |
| 200 m                | Missy Franklin Verenigde Staten | 2.04,76 CR  | Belinda Hocking Australië                                                                        | 2.06,66  | Hilary Caldwell Canada                                                                    | 2.06,80  |
| Schoolslag           | |             |                                                                                                  |          |                                                                                           |          |
| 50 m                 | Joelia Jefimova Rusland | 29,52       | Rūta Meilutytė Litouwen                                                                          | 29,59    | Jessica Hardy Verenigde Staten                                                            | 29,80    |
| 100 m                | Rūta Meilutytė Litouwen | 1.04,42     | Joelia Jefimova Rusland                                                                          | 1.05,02  | Jessica Hardy Verenigde Staten                                                            | 1.05,52  |
| 200 m                | Joelia Jefimova Rusland | 2.19,41     | Rikke Møller Pedersen Denemarken                                                                 | 2.20,08  | Micah Lawrence Verenigde Staten                                                           | 2.22,37  |
| Vlinderslag          | |             |                                                                                                  |          |                                                                                           |          |
| 50 m                 | Jeanette Ottesen Gray Denemarken | 25,24       | Lu Ying China                                                                                    | 25,42    | Ranomi Kromowidjojo Nederland                                                             | 25,53    |
| 100 m                | Sarah Sjöström Zweden | 56,53       | Alicia Coutts Australië                                                                          | 56,97    | Dana Vollmer Verenigde Staten                                                             | 57,24    |
| 200 m                | Liu Zige China | 2.04,59     | Mireia Belmonte Spanje                                                                           | 2.04,78  | Katinka Hosszú Hongarije                                                                  | 2.05,59  |
| Wisselslag           | |             |                                                                                                  |          |                                                                                           |          |
| 200 m                | Katinka Hosszú Hongarije | 2.07,92     | Alicia Coutts Australië                                                                          | 2.09,39  | Mireia Belmonte Spanje                                                                    | 2.09,45  |
| 400 m                | Katinka Hosszú Hongarije | 4.30,41     | Mireia Belmonte Spanje                                                                           | 4.31,21  | Elizabeth Beisel Verenigde Staten                                                         | 4.31,96  |
| Vrije slag estafette | |             |                                                                                                  |          |                                                                                           |          |
| 4x100 m              | Verenigde Staten Missy Franklin Natalie Coughlin Shannon Vreeland Megan Romano Simone Manuel Elizabeth Pelton                          | 3.32,31     | Australië Cate Campbell Bronte Campbell Emma McKeon Alicia Coutts Brittany Elmslie Emily Seebohm | 3.32,43  | Nederland Elise Bouwens Femke Heemskerk Inge Dekker Ranomi Kromowidjojo Esmee Vermeulen   | 3.35,77  |
| 4x200 m              | Verenigde Staten Katie Ledecky Shannon Vreeland Karlee Bispo Missy Franklin Chelsea Chenault Madeline Dirado Jordan Mattern            | 7.45,14     | Australië Bronte Barratt Kylie Palmer Brittany Elmslie Alicia Coutts Emma McKeon Ami Matsuo      | 7.47,08  | Frankrijk Camille Muffat Charlotte Bonnet Mylène Lazare Coralie Balmy Isabelle Mabboux    | 7.48,43  |
| Wisselslagestafette  | |             |                                                                                                  |          |                                                                                           |          |
| 4x100 m              | Verenigde Staten Missy Franklin Jessica Hardy Dana Vollmer Megan Romano Elizabeth Pelton Breeja Larson Claire Donahue Shannon Vreeland | 3.53,23     | Australië Emily Seebohm Sally Foster Alicia Coutts Cate Campbell Samantha Marshall Emma McKeon   | 3.55,22  | Rusland Darja Oestinova Joelia Jefimova Svetlana Tsjimrova Veronika Popova Anna Beloesova | 3.56,47  |

## Medailleklassement
| Plaats | Land                | Goud | Zilver | Brons | Totaal |
| 1      | Verenigde Staten    | 13   | 8      | 8     | 29     |
| 2      | China               | 5    | 2      | 2     | 9      |
| 3      | Frankrijk           | 4    | 0      | 4     | 8      |
| 4      | Australië           | 3    | 9      | 0     | 12     |
| 5      | Hongarije           | 3    | 1      | 1     | 5      |
| 5      | Zuid-Afrika         | 3    | 1      | 1     | 5      |
| 7      | Rusland             | 2    | 3      | 3     | 8      |
| 8      | Brazilië            | 2    | 0      | 3     | 5      |
| 9      | Denemarken          | 1    | 3      | 0     | 4      |
| 10     | Japan               | 1    | 2      | 2     | 5      |
| 11     | Litouwen            | 1    | 1      | 0     | 2      |
| 11     | Zweden              | 1    | 1      | 0     | 2      |
| 13     | Nederland           | 1    | 0      | 3     | 4      |
| 14     | Spanje              | 0    | 3      | 1     | 4      |
| 15     | Polen               | 0    | 2      | 1     | 3      |
| 16     | Canada              | 0    | 1      | 2     | 3      |
| 17     | Italië              | 0    | 1      | 1     | 2      |
| 18     | Duitsland           | 0    | 1      | 0     | 1      |
| 19     | Nieuw-Zeeland       | 0    | 0      | 3     | 3      |
| 20     | Finland             | 0    | 0      | 1     | 1      |
| 20     | Trinidad en Tobago  | 0    | 0      | 1     | 1      |
| 20     | Verenigd Koninkrijk | 0    | 0      | 1     | 1      |
| Totaal | Totaal              | 40   | 41     | 39    | 120    |

## Records
De onderstaande tabel geeft de verbroken wereld (WR) en kampioenschapsrecords (CR) tijdens dit kampioenschap.
| Datum      | Afstand              | Ronde         | Naam                  | Land | Tijd     | CR     | WR     |
| ---------- | -------------------- | ------------- | --------------------- | ---- | -------- | ------ | ------ |
| 29 juli    | 100m schoolslag (v)  | Series        | Rūta Meilutytė        | LTU  | 1.04,52  | Vinkje |        |
| 29 juli    | 100m schoolslag (v)  | Halve finales | Rūta Meilutytė        | LTU  | 1.04,35  | Vinkje | Vinkje |
| 30 juli    | 1500m vrije slag (v) | Finale        | Katie Ledecky         | USA  | 15.36,53 | Vinkje | Vinkje |
| 1 augustus | 200m schoolslag (v)  | Halve finales | Rikke Møller Pedersen | DEN  | 2.19,11  | Vinkje | Vinkje |
| 2 augustus | 200m schoolslag (m)  | Finale        | Dániel Gyurta         | HUN  | 2.07,23  | Vinkje |        |
| 3 augustus | 50m schoolslag (v)   | Series        | Joelia Jefimova       | RUS  | 29,78    | Vinkje | Vinkje |
| 3 augustus | 50m schoolslag (v)   | Halve finales | Rūta Meilutytė        | LTU  | 29,48    | Vinkje | Vinkje |
| 3 augustus | 200m rugslag (v)     | Finale        | Missy Franklin        | USA  | 2.04,76  | Vinkje |        |
| 3 augustus | 800m vrije slag (v)  | Finale        | Katie Ledecky         | USA  | 8.13,86  | Vinkje | Vinkje |